# ریشارد گیرولاتیس
ریشارد گیرولاتیس (انگلیسی: Richard Girulatis; ۲۱ اوت ۱۸۷۸ – ۱۲ مهٔ ۱۹۶۳) بازیکن فوتبال اهل آلمان بود.
از باشگاه‌هایی که در آن بازی کرده‌است می‌توان به باشگاه فوتبال بلاو-وایس ۹۰ برلین اشاره کرد.